# 國防大學 (美國)
国防大学（英语：National Defense University，缩写：NDU)，是一所1976年成立、隸屬於美國國防部的高等教育機構，提供国防战略方面的高阶培训、教育、研究。校园位于华盛顿特区麥克奈爾堡，其前身為國家戰爭學院和美軍工業學院。

## 院系及研究中心设置
国防大学包含以下院系及研究中心：
- 院系
  - 国家战争学院（National War College）
  - 信息资源管理学院（Information Resources Management College）
  - 軍隊工業學院（Industrial College of the Armed Forces）
  - 联合部队参谋学院（Joint Forces Staff College）
  - 国际安全事务学院（College of International Security Affairs）
- 研究中心
  - 国家战略研究所 （页面存档备份，存于）
    - Center for Complex Operations （页面存档备份，存于） (CCO)
    - 技术与国家安全政策中心
    - The Conflict Records Research Center (CRRC)

  - Center for Applied Strategic Learning （页面存档备份，存于）
  - 大规模杀伤武器研究中心 （页面存档备份，存于）

## 外部連結
- 官方网站
- National Defense University publications on the Internet Archive

Template:National Defense University
Template:Colleges and universities in the District of Columbia
Template:DOD agencies navbox